# Little Fires Everywhere (minissérie)
Little Fires Everywhere (no Brasil, Pequenos Incêndios por Toda Parte) é uma minissérie americana de drama, baseada no romance de 2017 com o mesmo nome de Celeste Ng. Ele estreou no Hulu em 18 de março de 2020 e é composto por oito episódios. A série é estrelada por Reese Witherspoon e Kerry Washington, que também a produziram, ao lado de Liz Tigelaar, Lauren Neustadter e Pilar Savone. Situada em Shaker Heights, Ohio no final dos anos 90, apresenta Witherspoon e Washington como mães de diferentes origens socioeconômicas.

## Premissa
Little Fires Everywhere segue "os destinos entrelaçados da família perfeita de Richardson e as enigmáticas mãe e filha que têm reviravoltas em suas vidas. A história explora o peso dos segredos, a natureza da arte e da identidade, a atração feroz da maternidade - e o perigo de acreditar que seguir as regras pode evitar um desastre".

## Elenco e personagens

### Principais
- Reese Witherspoon como Elena Richardson, jornalista e mãe de quatro adolescentes.
- Kerry Washington como Mia Warren, uma artista talentosa e mãe de Pearl.
- Joshua Jackson como Bill Richardson, marido de Elena e advogado.
- Rosemarie DeWitt como Linda McCullough; amiga de infância de Elena e esposa de Mark.
- Jade Pettyjohn como Lexie Richardson, a filha mais velha de Elena e Bill, uma aluna modelo.
- Lexi Underwood como Pearl Warren, filha de Mia, uma aluna talentosa e poetisa.
- Megan Stott como Izzy Richardson, a filha mais nova de Elena e Bill, a ovelha negra da família.
- Gavin Lewis como Moody Richardson, filho mais novo de Elena e Bill.
- Jordan Elsass como Trip Richardson, o filho mais velho de Elena e Bill, um atleta popular.

### Recorrentes
- SteVonté Hart como Brian Harlins, namorado de Lexie.
- Paul Yen como Scott
- Huang Lu como Bebe Chow, colega de trabalho de Mia, uma imigrante chinesa e mãe biológica de Mei-Ling.
- Geoff Stults como Mark McCullough, marido de Linda.
- Jaime Ray Newman como Elizabeth Manwill
- Obba Babatundé como George Wright
- Jesse Williams como Joe Ryan
- Sarita Choudhury como Anita Rees
- Austin Basis como Diretor Peters
- Byron Mann como Ed Lan

### Convidados
- AnnaSophia Robb como Elena Richardson (jovem)
- Tiffany Boone como Mia Warren (jovem)
- Alona Tal como Linda McCullough (jovem)
- Matthew Barnes como Bill Richardson (jovem)
- Andy Favreau como Mark McCullough (jovem)
- Luke Bracey como Jamie Caplan
- Anika Noni Rose como Paula Hawthorne
- Britt Robertson como Rachel
- Aubrey Joseph como Warren Wright

## Episódios
| N.º | Título            | Dirigido por    | Escrito por     | Exibição original   |
| --- | ----------------- | --------------- | --------------- | ------------------- |
| 1   | "The Spark"       | Lynn Shelton    | Liz Tigelaar    | 18 de março de 2020 |
| 2   | "Seeds and All"   | Michael Weaver  | Nancy Won       | 18 de março de 2020 |
| 3   | "Seventy Cents"   | Michael Weaver  | Raamla Mohamed  | 18 de março de 2020 |
| 4   | "The Spider Web"  | Lynn Shelton    | Attica Locke    | 25 de março de 2020 |
| 5   | "Duo"             | Lynn Shelton    | Rosa Handelman  | 1 de abril de 2020  |
| 6   | "The Uncanny"     | Nzingha Stewart | Shannon Houston | 8 de abril de 2020  |
| 7   | "Picture Perfect" | Nzingha Stewart | Harris Danow    | 15 de abril de 2020 |
| 8   | "Find A Way"      | Lynn Shelton    | Amy Talkington  | 22 de abril de 2020 |

## Produção

### Desenvolvimento
O livro foi descoberto por Reese Witherspoon e Lauren Neustadter antes de sua publicação. A atriz escolheu-o para seu clube do livro em setembro de 2017 e, logo após sua publicação, tornou-se um best-seller instantâneo. Elas então levaram o livro para Kerry Washington, e, juntas, as duas buscaram Liz Tigelaar para adaptar e lançar o romance como uma série. O projeto começou seu desenvolvimento na ABC Signature.
Em 2 de março de 2018, a produção foi anunciada oficialmente, mas uma rede ainda não havia sido determinada. A série será escrita e apresentada por Tigelaar, que também produzirá ao lado de Witherspoon, Washington, Lauren Neustadter e Pilar Savone. O autor do romance, Ng, atuará como produtor. As empresas de produção envolvidas na série incluem Hello Sunshine, Simpson Street e ABC Signature Studios. Em 12 de março de 2018, foi anunciado que o Hulu começou a produzir um pedido de oito episódios. O pedido dessa série ocorreu após uma guerra de lances de múltiplas tomadas envolvendo várias redes e serviços de streaming. Em abril de 2019, foi anunciado que Lynn Shelton dirigiria a série e atuaria como produtor executivo. Em 13 de dezembro de 2019, foi anunciado que a série será lançada em 18 de março de 2020.
Juntamente com o anúncio inicial da série, foi relatado que, além da produção executiva da série, Reese Witherspoon e Kerry Washington haviam sido escalados para os papéis principais da série. Em abril de 2019, Rosemarie DeWitt, Jade Pettyjohn, Jordan Elsass, Gavin Lewis, Megan Stott e Lexi Underwood se juntaram ao elenco da série. Em maio de 2019, Joshua Jackson também se juntou ao elenco como o marido do personagem de Witherspoon. Em junho de 2019, Paul Yen, Huang Lu e Geoff Stults foram escalados para papéis recorrentes. Em julho de 2019, Jaime Ray Newman se juntou ao elenco em um papel recorrente. Em setembro de 2019, Obba Babatundé e Byron Mann foram escalados como recorrentes, com AnnaSophia Robb, Tiffany Boone, Alona Tal, Matthew Barnes, Andy Favrea, Luke Bracey e Anika Noni Rose. Em outubro de 2019, Jesse Williams, Britt Robertson, Kristoffer Polaha, Austin Basis e Reggie Austin se juntaram ao elenco da série, também como recorrentes, no entanto, Polaha e Austin não foram creditados na série.

### Filmagem
A fotografia principal começou em 17 de maio de 2019.

### Música
A trilha sonora foi composta por Mark Isham e a tecladista  da Florence and the Machine, Isabella Summers.

## Recepção
No site Rotten Tomatoes, a série mantém um índice de aprovação de 77% com base em 53 comentários, com uma classificação média de 6,96 / 10. Tem uma pontuação média de audiência de 67% no Rotten Tomatoes. O consenso dos críticos do site diz: "Embora Little Fires Everywhere pareça às vezes muito seguro, as faíscas voam quando permite que líderes bem condizentes Kerry Washington e Reese Witherspoon investiguem as questões difíceis que ousam fazer". No Metacritic, ele tem uma pontuação média ponderada de 71 em 100, com base em 27 críticos, indicando "avaliações geralmente favoráveis".